# New York City Marathon 1990
De New York City Marathon 1990 werd gelopen op zondag 4 november 1990. Het was de 21e editie van deze marathon.
De Keniaan Douglas Wakiihuri zegevierde bij de mannen in 2:12.39. De Poolse Wanda Panfil was het sterkst van alle vrouwen en won in 2:30.45.
In totaal finishten 23.774 marathonlopers de wedstrijd, waarvan 19.274 mannen en 4500 vrouwen.

## Uitslagen

### Mannen
| rang   | naam              | land | tijd    |
| ------ | ----------------- | ---- | ------- |
| Goud   | Douglas Wakiihuri | KEN  | 2:12.39 |
| Zilver | Salvador García   | MEX  | 2:13.19 |
| Brons  | Stephen Brace     | WAL  | 2:13.32 |
| 4      | Juma Ikangaa      | TAN  | 2:14.32 |
| 5      | John Campbell     | NZL  | 2:14.34 |
| 6      | Peter Maher       | CAN  | 2:15.05 |
| 7      | Filemon Lopez     | MEX  | 2:16.33 |
| 8      | Yakov Tolstikov   | URS  | 2:16.38 |
| 9      | Herbert Steffny   | GER  | 2:16.47 |
| 10     | Pedro Ortiz       | COL  | 2:16.57 |

### Vrouwen
| rang   | naam              | land | tijd    |
| ------ | ----------------- | ---- | ------- |
| Goud   | Wanda Panfil      | POL  | 2:30.45 |
| Zilver | Kim Jones         | USA  | 2:30.50 |
| Brons  | Katrin Dörre      | GER  | 2:33.21 |
| 4      | Grete Waitz       | NOR  | 2:34.34 |
| 5      | Tatyana Zuyeva    | MDA  | 2:35.48 |
| 6      | Jocelyne Villeton | FRA  | 2:36.12 |
| 7      | Zoja Ivanova      | URS  | 2:36.29 |
| 8      | Nancy Ditz        | USA  | 2:37.15 |
| 9      | Evy Palm          | SWE  | 2:38.00 |
| 10     | Lisa Vaill        | USA  | 2:38.05 |

1970 ·
1971 ·
1972 ·
1973 ·
1974 ·
1975 ·
1976 ·
1977 ·
1978 ·
1979 ·
1980 ·
1981 ·
1982 ·
1983 ·
1984 ·
1985 ·
1986 ·
1987 ·
1988 ·
1989 ·
1990 ·
1991 ·
1992 ·
1993 ·
1994 ·
1995 ·
1996 ·
1997 ·
1998 ·
1999 ·
2000 ·
2001 ·
2002 ·
2003 ·
2004 ·
2005 ·
2006 ·
2007 ·
2008 ·
2009 ·
2010 ·
2011 ·
2012 · 
2013 ·
2014 ·
2015 ·
2016 ·
2017 ·
2018 ·
2019 ·
2020 · 
2021 ·
2022 ·
2023 ·
2024